# Vlastimil Harapes
Vlastimil Harapes (Chomutov (regió d'Ústí nad Labem), 24 de juliol, 1946 - Praga, 15 de maig, 2024) va ser un ballarí, coreògraf, professor de dansa txec, membre de llarga data, solista del Ballet del Teatre Nacional de Praga, director, actor i director artístic del Conservatori Internacional de Praga.

## Biografia
Els seus pares van venir de Praga i, després del desplaçament dels alemanys després de la Segona Guerra Mundial, van arribar a Droužkovice com a colons. Vlastimil era el sisè fill i el primer nen, ja que dues germanes havien mort durant la infància. Va néixer a Chomutov i va passar la seva infància a Droužkovice. El seu pare, en col·laboració amb la seva mare, va dirigir un grup de teatre amateur, on va actuar des de ben petit. El seu primer paper va ser a l'obra Vent de l'est de Pearl S. Buck, que va interpretar als cinc anys.
Després de graduar-se al Conservatori de Dansa de Praga el 1965, va ser contractat per la companyia de ballet del Teatre Nacional (1966). Hi va estar solista des del 1971. Va actuar en unes 50 actuacions de dansa diferents al primer escenari de Praga. També va estudiar dansa a Rússia, a Sant Petersburg, a l'escola de ballet del Teatre Acadèmic Maly. També va ballar en diversos escenaris de ballet mundials, i del 1977 al 1983 va ser convidat permanent a l'Òpera de Renània de l'Alemanya Occidental a Duisburg i Düsseldorf.
La seva primera esposa va ser Elena Strupková. De 1986 a 1992 va ser el marit de la cantant Hana Zagorová. Aquest matrimoni es va celebrar principalment amb la finalitat d'adoptar un infant. El seu company de vida va ser el poeta Josef Topol, amb qui va viure durant 44 anys.
De 1990 a 2003, va treballar com a coreògraf i director de la companyia de ballet del Teatre Nacional, i després com a coreògraf i mestre de ballet. També va ser convidat ocasionalment al F. X. Šalda-Theater de Liberec.
A més, també va ser actiu com a actor de cinema, protagonitzant diverses pel·lícules txeques (per exemple, Marketa Lazarová dirigida per František Vláčil o How to Pull a Whale's Stool de la directora Maria Poledňáková). Tanmateix, sovint va ser doblat per altres actors o dobladors (Jiří Klem, František Němec, Jiří Zahajský).
Va ser president honorari del Moviment Special Olympics per a Atletes amb Discapacitat Mental, membre de la junta de la Fundació Kilián i president honorari de l'associació cívica Balet Globa. També va ensenyar dansa clàssica a Itàlia i al Conservatori de Dansa de Praga, i va ser jutge en concursos internacionals de dansa de renom. Va ser jutge a la primera temporada del concurs de dansa StarDance...when the stars dance i al concurs eslovac "Stars on Ice".
La seva darrera actuació pública [font?] va ser el 29 d'octubre de 2023 al poble de Krásněves a la regió de Vysočina.
Va morir de càncer de pulmó el 15 de maig de 2024, als 77 anys. La seva tomba es troba al cementiri de Droužkovice.

## Participació política
El 1977, va signar l'Anti-Carta.
A les eleccions al Senat de la República Txeca de 2016, es va presentar com a candidat no partidista pel moviment ANO 2011 al districte núm. 25 – Praga 6. Va acabar en quarta posició amb el 13,30% dels vots i no va avançar a la segona volta.

## Honors
- 1976 títol d'Artista Meritori
- Premi de 1980: Membre Meritori del Teatre Nacional
- Títol d'Artista Nacional de 1989
- Premi Thalia 2011 a l'excel·lència de tota la vida en el ballet
- Filmografia d'actors, selecció

## Filmografia com a actor, selecció
- 1964 Vells amb llúpol
- 1965 Marxant amb la tardor (pel·lícula per a televisió)
- 1967 Marketa Lazarová (veu alemanya de Klaus-Peter Thiele)
- 1968 L'error reial
- 1971 F. L. Edat (Sèrie de televisió)
- 1976 A Day for My Love (amb la veu de František Němec (actor))
- 1977 Com estirar el tamboret d'una balena (veu de Jiří Klem)
- 1978 Com portar el pare al reformatori (amb la veu de Jiří Klem)
- 1978 La verge i el monstre (amb la veu de Jiří Zahajský)
- 1986 L'operació de la meva filla
- 2004 Bolero
- 2004 Lligams familiars (Sèrie de televisió)
- 2006 Com domesticar cocodrils
- 2008 Comeback (Sèrie de televisió)